# Nilssonia leithii
Nilssonia leithii är en sköldpaddsart som beskrevs av  den brittiske zoologen Gray 1872. Nilssonia leithii ingår i släktet Nilssonia och familjen lädersköldpaddor. IUCN kategoriserar arten globalt som sårbar. Inga underarter finns listade i Catalogue of Life.
Arten förekommer i Indien.